# مانیرکار جیمز
مانیرکار جیمز (انگلیسی: Manjrekar James؛ زادهٔ ۵ اوت ۱۹۹۳) بازیکن فوتبال اهل کانادا است.
از باشگاه‌هایی که در آن بازی کرده‌است می‌توان به باشگاه ورزشی واشاش و باشگاه فوتبال میتیولن اشاره کرد.
وی همچنین در تیم ملی فوتبال کانادا بازی کرده‌است.